# Buch am Irchel
Buch am Irchel ist eine politische Gemeinde im Bezirk Andelfingen des Kantons Zürich in der Schweiz.
Auf den 1. Januar 2013 wurde der Weiler Oberhueb (auch Obere Hueb) von Buch am Irchel abgetrennt und der Gemeinde Neftenbach zugeschlagen. Dadurch verringerte sich die Landfläche Buchs um 4,6 Hektaren.

## Wappen
Blasonierung:
In Silber auf grünem Boden eine rote Buche
Das Wappen stellt die seit 1680 dokumentierte Blutbuche auf dem Stammberg dar, einer kleinen bewaldeten Erhebung. Es soll sich dabei um eine der ältesten bekannten Blutbuchen in Europa handeln. 2007 wurde sie durch einen Sturm stark beschädigt.
Es geht die Sage um, wonach das bei einem Brudermord geflossene Blut die Blätter des Baumes jeweils vom Auffahrtstag an rot färben soll.
Der Name Buch am Irchel rührt mit grosser Wahrscheinlichkeit von ehemals vorhandenen beachtlichen Beständen gewöhnlicher Buchen in dieser Gegend her.

## Geographie
Buch am Irchel liegt im Zürcher Weinland und am Fuss des Irchels. Auf dem Irchel, am höchsten Punkt der Gemeinde (694 m ü. M.), steht ein Aussichtsturm. Der ganze Bergrücken ist stark bewaldet. Die Waldfläche beträgt 38,1 %, die Landwirtschaftsfläche 54,3 %, die Siedlungsfläche 3,9 % und die Verkehrsfläche 3,6 % der Gemeindefläche (Stand 2018).
Die Gemeinde Buch am Irchel besteht aus den Dorfteilen und Weilern Oberbuch, Unterbuch, Wiler, Bebikon und Desibach.
Sie grenzt im Nordwesten an Berg am Irchel, im Norden an Volken, im Nordosten an Dorf, im Südosten an Neftenbach, im Süden an Dättlikon und im Westen an Freienstein-Teufen.

## Bevölkerung
| Jahr      | 1634 | 1736 | 1850 | 1900 | 1950 | 2000 | 2005 | 2010 | 2015 | 2020 | 2022 | 2024 |
| --------- | ---- | ---- | ---- | ---- | ---- | ---- | ---- | ---- | ---- | ---- | ---- | ---- |
| Einwohner | 311  | 600  | 840  | 516  | 445  | 739  | 797  | 872  | 961  | 1022 | 1038 | 1060 |

## Politik
Gemeindepräsidentin ist seit dem 29. März 2022 Brigitte Felix (parteilos, Stand 2023).
Gemeinderäte sind Stefan Bosshard, Rafael Keller, Andreas Seifert und Markus Stolz.
Bei der Nationalratswahl 2019 erreichten die Parteien folgende Wähleranteile: SVP 24,01 %, FDP 25,95 %, glp 16,60 %, Grüne 11,07 %, SP 11,01 %, EVP 2,37 %, EDU 0,42 %, BDP 1,25 %, CVP 6,27 %, SD 0,97 % und andere (7) 0,42 %.
Die Wähleranteile bei der Nationalratswahl 2023: SVP 44,62 % (−4,01 %), glp 11,12 % (−1,08 %), FDP 10,87 % (−2,28 %), Grüne 7,25 % (+0,84 %), Die Mitte 6,82 % (+1,20 %), SP 6,67 % (+1,80 %), EDU 4,57 % (+1,07 %), Aufrecht Zürich 3,49 %, EVP 3,15 % (−1,09 %), andere (11) 1,45 %.

## Geschichte
Bei Bauarbeiten an der Kirche kamen römische Mauerreste zum Vorschein. Im Zieglen werden weitere Bauwerke aus derselben Zeit vermutet, sie wurden bisher nicht wissenschaftlich untersucht.
Buch am Irchel wurde im Jahre 1089 erstmals in einer Chronik erwähnt. Graf Kuno von Achalm-Wülflingen verschenkte einen Teil des Dorfes und die Kirche dem Kloster Zwiefalten in Württemberg. Buch gelangte im 13. Jahrhundert in habsburgischen Besitz.
Zürich übernahm 1761 die Herrschaft in Buch am Irchel und gliederte es der Landvogtei Andelfingen ein. 1855 wurde Buch eine selbständige politische Gemeinde.

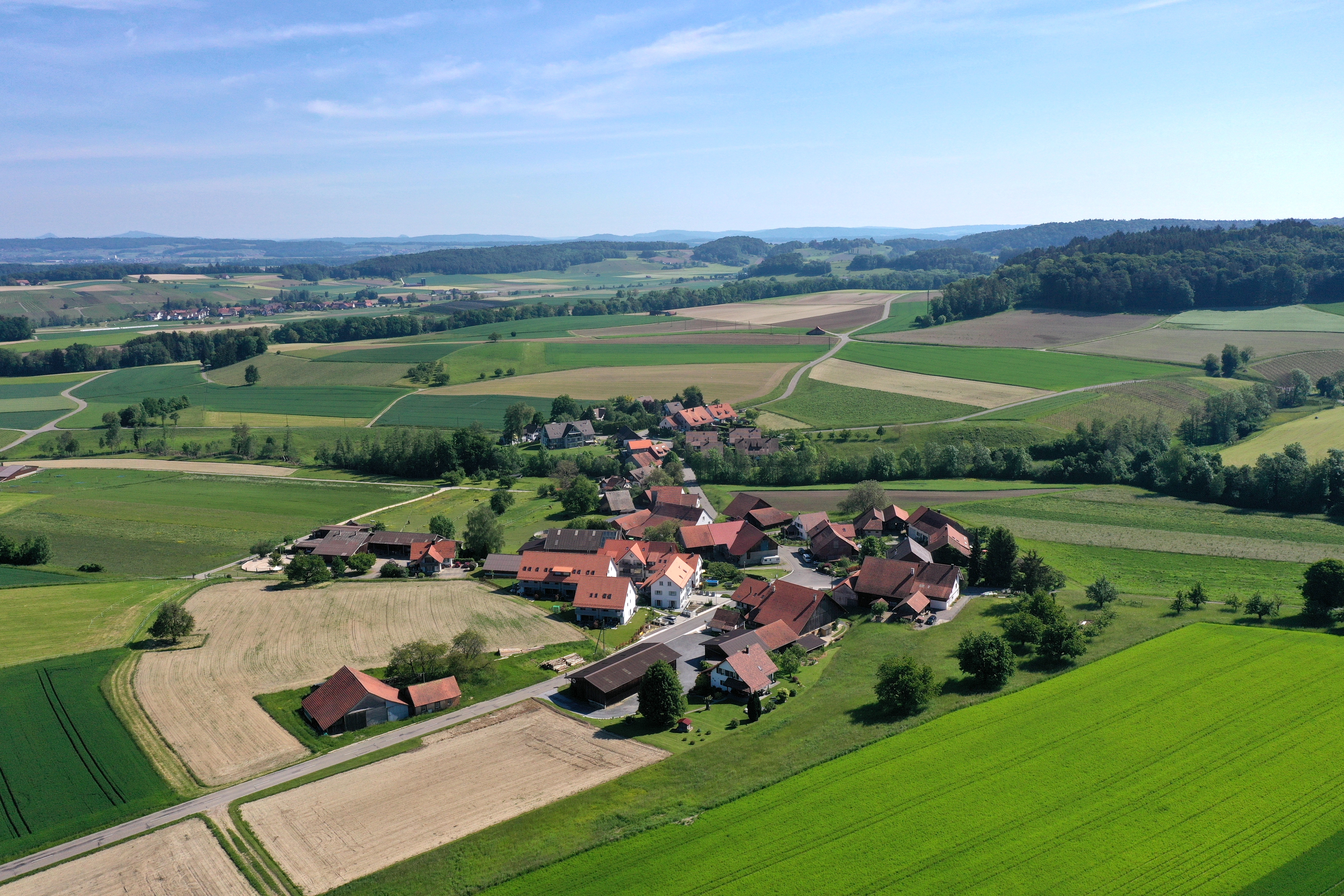
Ortsteil Wiler
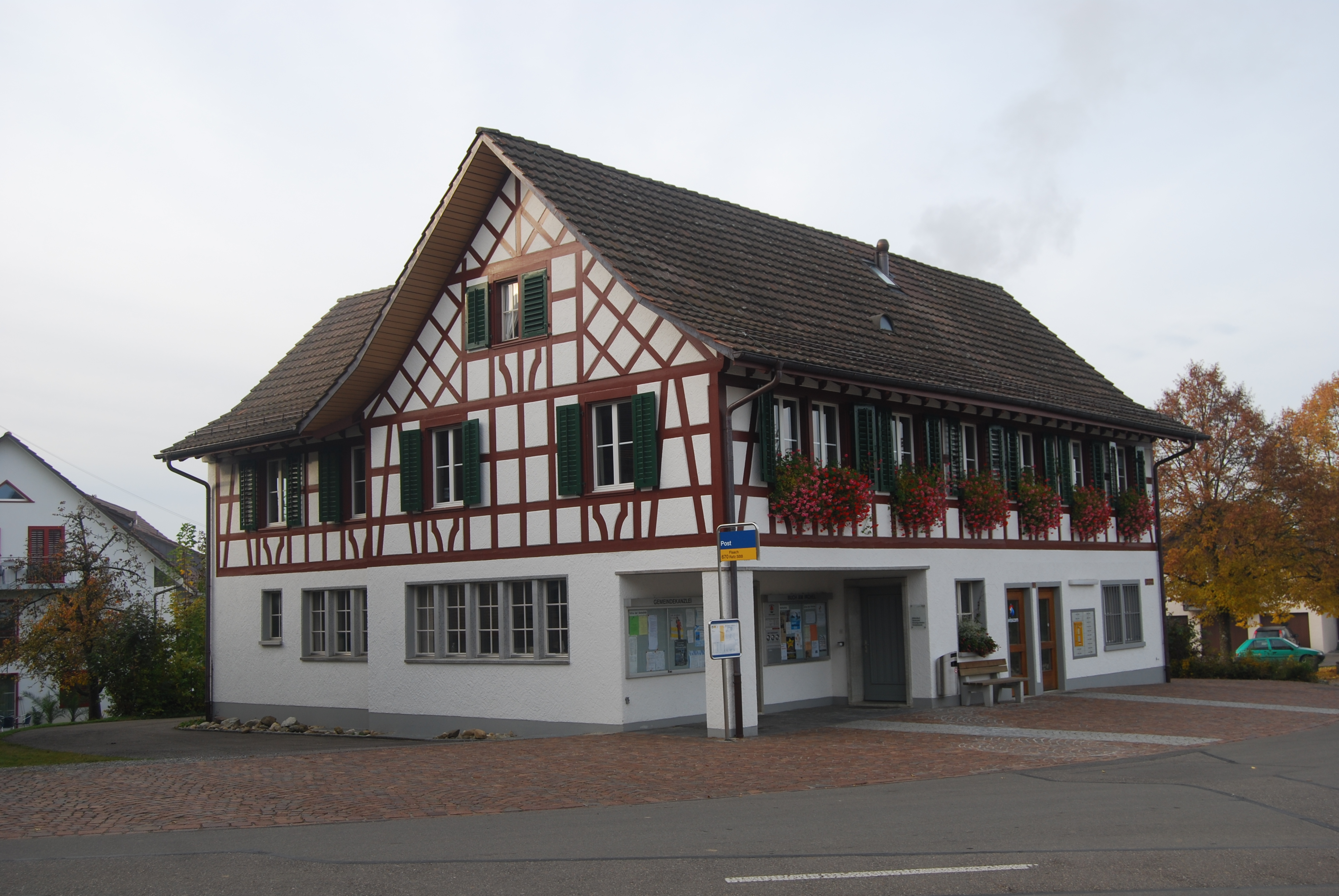
Gemeindeverwaltung
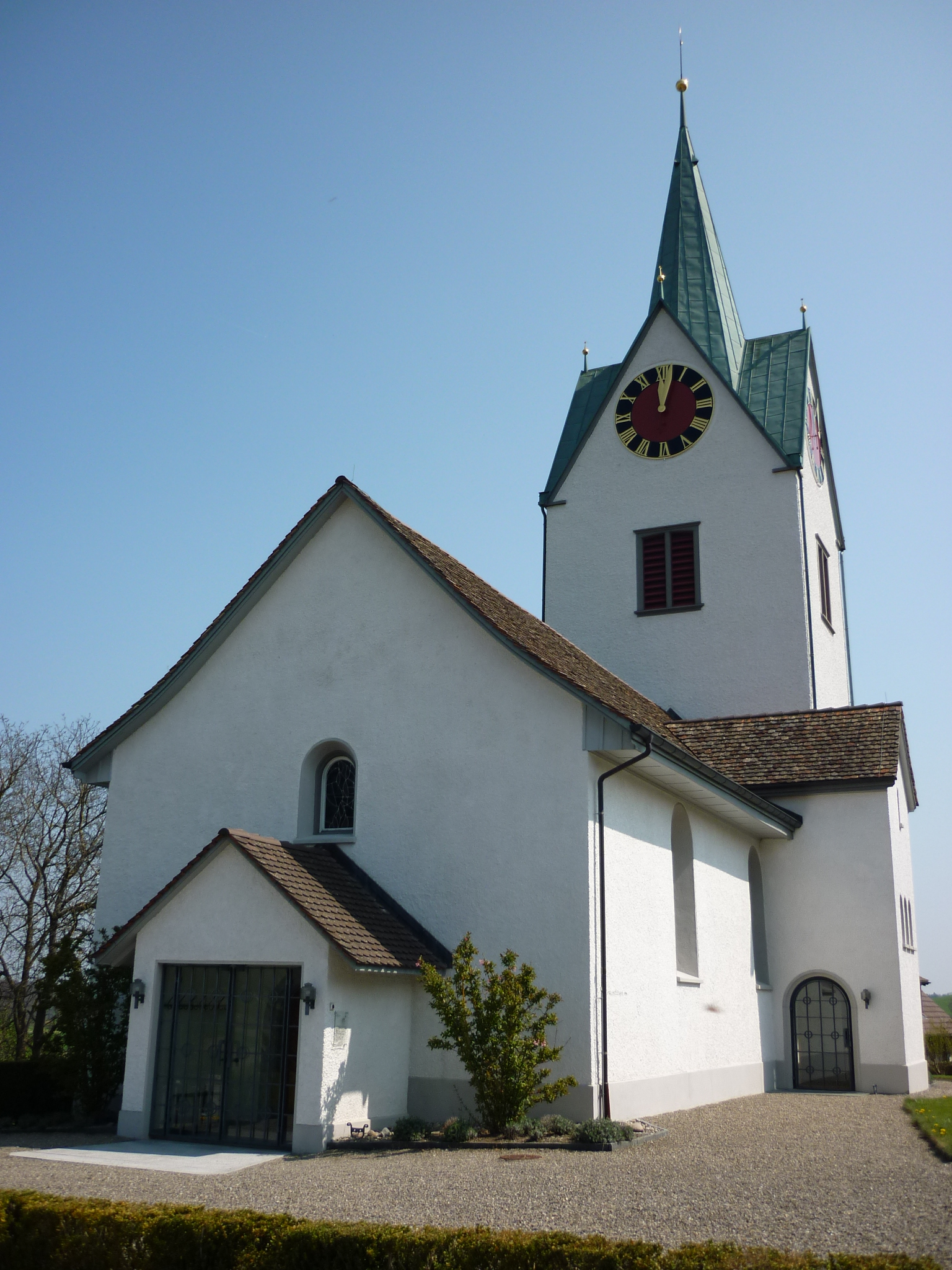
Kirche
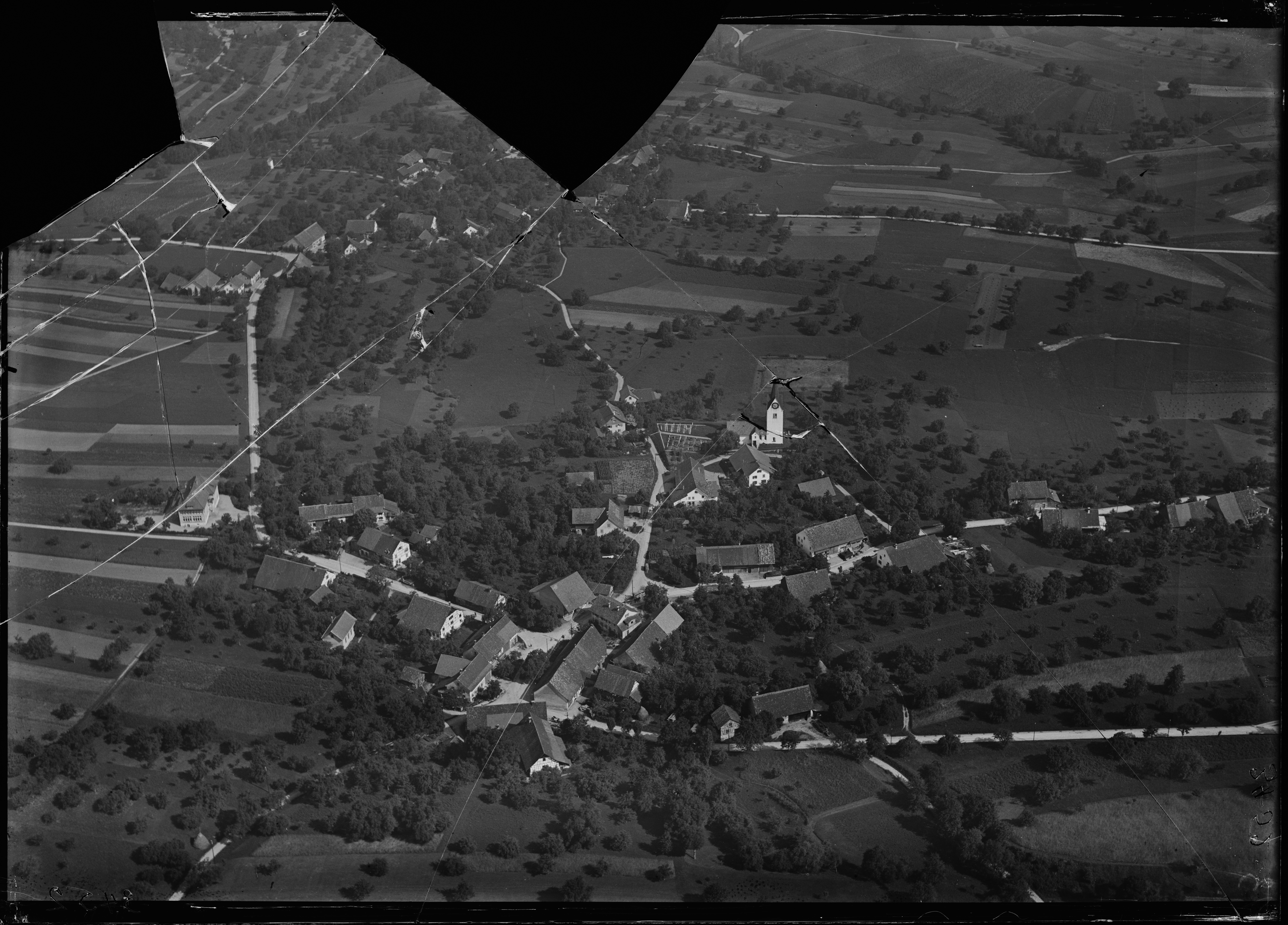
Historisches Luftbild, Walter Mittelholzer, 1923

## Kultur
Seit 1989 wird in Buch am Irchel in unregelmässigen Abständen ein Freilichtspiel aufgeführt. Den Auftakt bildete D’Rotlaubbuech, das zum 900-jährigen Jubiläum der Gemeinde entstand und die mit dem Wappenmotiv verbundene Sage aufgreift. Das Stück wurde 1991 und 2018 erneut aufgeführt. 2004 folgte Oberst Hirzel, ein Stück über den Niedergang der lokalen Gerichtsherrschaft im 18. Jahrhundert. 2010 wurde Die schwarze Spinne nach der gleichnamigen Novelle von Jeremias Gotthelf inszeniert. Die Aufführungen werden von regionalen Laiendarstellern und Statisten umgesetzt. 2025 kommt mit 1799 – Zwischen den Fronten ein neues Stück zur Aufführung, das die Umbrüche in der Region zur Zeit der Helvetik darstellt.